# لاري بيرسون
لاري بيرسون (بالإنجليزية: Larry Pearson)‏ هو سائق سباق أمريكي، ولد في 2 نوفمبر 1953 في سبارتانبرغ في الولايات المتحدة.

## وصلات خارجية
- لاري بيرسون على موقع Racing-Reference.info (الإنجليزية)